# Decs
Decs nagyközség Tolna vármegye Szekszárdi járásában. 9467 hektáros kiterjedésével a megye legnagyobb közigazgatási területű nagyközsége és az ötödik legnagyobb területű települése, az itt található tizenegy város közül is csak négy előzi meg területi kiterjedés szempontjából.

## Fekvése
Decs Tolna vármegye délnyugati részén, a Sárközben terül el, a Dunától 10 kilométerre nyugatra.
A legközelebbi települések: Őcsény (3 kilométerre északra), Sárpilis (4 kilométerre délnyugatra), a legközelebbi városok: Szekszárd (11 kilométerre északnyugatra) és Bátaszék (14 kilométerre délnyugatra). Közigazgatási területe érintkezik még kelet felől Érsekcsanád és Baja, dél felől Pörböly és Alsónyék, nyugat felől pedig Várdomb és Alsónána határszéleivel is.

### Megközelítése
A nagyközség mellett, a belterülettől nyugatra halad el az M6-os autópálya, ahonnan a legkönnyebben a Szekszárd-Dél, Őcsény, Decs lehajtóról közelíthető meg. A 153-as kilométerszelvénynél, Decs külterületén található a Sárközi pihenőhely, amely azonban csak mosdókkal és piknikterülettel rendelkezik.
A településen halad át az 5113-as út, a szőlőhegy aljánál haladó 56-os főúttal egy számozatlan, alsórendű betonút köti össze a falut. Határszélét nyugaton érinti még az 5601-es út is.
Vonattal a MÁV 46-os számú Sárbogárd–Bátaszék-vasútvonalán érhető el, amelynek egy megállási pontja van itt. Decs vasútállomás a vonal állomásainak viszonylatában Őcsény megállóhely és Sárpilis-Várdomb megállóhely között helyezkedik el, a belterület nyugati felében; közúti elérését az 5113-as útból kiágazó 51 372-es számú mellékút biztosítja.

## Címer
A község címerében a búzakalász a földművelésre utal, mely a környék ártéri és termékeny földjei miatt mindig is a fő megélhetést jelentette (a Duna 10 km-re található), illetve a leveles szőlőfürt, mely a térségre jellemző igen régi szőlő- és borkultúrára utal.

## Története
Néprajzilag a Sárközhöz tartozik, annak legnagyobb települése, ezért is nevezik egyesek a „Sárköz fővárosának”. Jelentős a község népművészeti gyűjteménye, mely megőrizte a sárközi ruhák, és a mezőgazdasági termelés emlékeit. A gyűjtemény a község múzeumában, a Tájházban tekinthető meg.
A község a Gemenci-erdő közelsége miatt vadászok körében ma is népszerű, a vadgazdaság szarvasállománya nemzetközi hírű.

## Közélete

### Polgármesterei
- 1990–1994: Nagy Zoltán (független)[7]
- 1994–1998: Nagy Zoltán (független)[8]
- 1998–2002: Biczó Ernő (független)[9]
- 2002–2006: Biczó Ernő (független)[10]
- 2006–2010: Biczó Ernő (független)[11]
- 2010–2014: Biczó Ernő (független)[12]
- 2014–2015: Antal Zsolt (független)[13]
- 2015–2019: Antal Zsolt (független)[14]
- 2019–2024: Heberling Tibor (Fidesz-KDNP)[15]
- 2024– : Heberling Tibor (Fidesz-KDNP)[1]

A településen 2015. november 22-én időközi polgármester-választást (és képviselő-testületi választást) tartottak, az előző képviselő-testület önfeloszlatása miatt. A választáson a hivatalban lévő polgármester is elindult, és három jelölt közül sikerült is megerősítenie a pozícióját.

## Népesség
A település népességének változása:
| Lakosok száma | 3843 | 3807 | 3802 | 3787 | 3787 | 3795 | 3764 |
|               | 2013 | 2014 | 2015 | 2021 | 2022 | 2023 | 2024 |

A 2011-es népszámlálás során a lakosok 89,9%-a magyarnak, 7,7% cigánynak, 0,9% németnek, 0,3% románnak mondta magát (10% nem nyilatkozott; a kettős identitások miatt a végösszeg nagyobb lehet 100%-nál). A vallási megoszlás a következő volt: római katolikus 42,3%, református 11,3%, evangélikus 0,9%, görögkatolikus 0,1%, felekezeten kívüli 24,7% (19,1% nem nyilatkozott).
2022-ben a lakosság 89,4%-a vallotta magát magyarnak, 4,1% cigánynak, 1,1% németnek, 0,4% románnak, 0,1% horvátnak, 0,1% szerbnek, 1,6% egyéb, nem hazai nemzetiségűnek (10,4% nem nyilatkozott; a kettős identitások miatt a végösszeg nagyobb lehet 100%-nál). Vallásuk szerint 28,6% volt római katolikus, 9,2% református, 0,5% evangélikus, 0,2% görög katolikus, 0,2% ortodox, 1,3% egyéb keresztény, 1% egyéb katolikus, 20,7% felekezeten kívüli (38,4% nem válaszolt).

## Látnivalók
- Decsi református templom: a gótikus eredetű épület nagy múlttal rendelkezik, egyes részei a 15. századból származnak. A műemlék templom a mai formáját az 1773-as tűzvész után nyerte el.[19][20]
- Babamúzeum: a helyi kézműves, Farkas Lászlóné magángyűjteményéből 1998-ban alakította ki a Babamúzeumot, ahol mintegy 200 népviseletbe öltöztetett baba és több eredeti sárközi ruha enged bepillantást a régi korok emberének életébe. A kiállítás előzetes bejelentkezés alapján, 500 Ft/fő áron tekinthető meg.[21]
- Tájház: a régi sárközi életet bemutató tárlatnak kettő szomszédos ház szolgál helyszínül. Az 1863-ban épült tornácos házban a hagyományos bútorokkal, használati tárgyakkal és különleges műremekekkel berendezett helyiségek sorakoznak, míg a szomszédos portán a sárközi kézművesek alkotásai tekinthetők meg. A látogatás előzetes bejelentkezést igényel, a belépődíj 700 Ft/fő.[22]
- A település határában, az M6-os autópálya mellett terül el az egykori Ete mezőváros. A régészeti lelőhely mellett a megmaradt sárközi falvak által állított emlékmű áll, amely az elpusztult falvak emlékét idézi fel.[23]
- A település nyugati területén található szőlőhegy szolgál helyszínéül a szekszárdi borvidék több neves pincészetének is. Az országosan ismert pincészetek közül Decshez tartozik a Fritz birtok[24] és a Takler pincészet.[25]
- Decshez tartozik a Mausz-kápolna, ahonnan az egyik legszebb sárközi panoráma tárul a látogatók elé, habár gyakran (és tévesen) a hozzá közeli Szálka látnivalójaként említik a kápolnát.[26] A kápolna melletti fa 2021-ben az Év fája verseny döntőjébe jutott.[27]

## Nevezetes decsiek

### Itt született

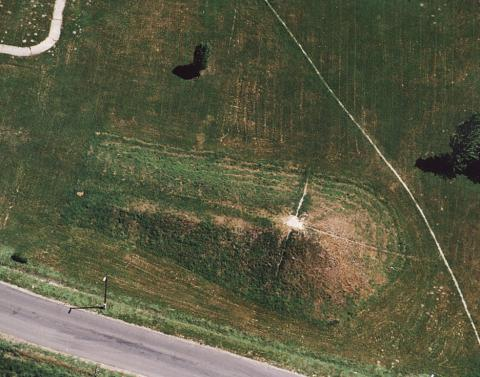

- Baranyai Decsi János (1560-1601) író, műfordító, az első magyar közmondásgyűjtő, főiskolai igazgató
- Decsi István (16-17. század) iskolamester, a Decsi-kódex szerzője
- Bogár János (1898–1975) református lelkész
- Bali Istvánné Pusztai Éva (1918–2007) szövőasszony
- Széles Józsefné Rengecz Erzsébet (1921–2006) szövőasszony
- Ács Istvánné Kovács Erzsébet (1925–1981) szövőasszony
- Czakó Gábor (1942–2024) Kossuth-díjas író, publicista, a Nemzet Művésze
- Kenyeres Sándor (1949) üzletember
- Bali János (1954) operatőr, filmrendező
- Farkasné Pál Bözsi a Népművészet Mestere, a helyi Babamúzeum alapítója és létrehozója

### Itt halt meg
- Fülöp Ferenc (1885–1962) néptáncos, a helyi népi táncegyüttes alapítója
- Tóth Jánosné Kovács Sára (1903–1980) szövőasszony
- uzoni gróf Béldi Kálmán (1882–1946) erdélyi földbirtokos, politikus

## Testvértelepülések
- Nagymácséd[28]
- Csóka[29]
- Cormeilles[30]
- Csonkapapi[31]
- Végvár[32]

## Galéria

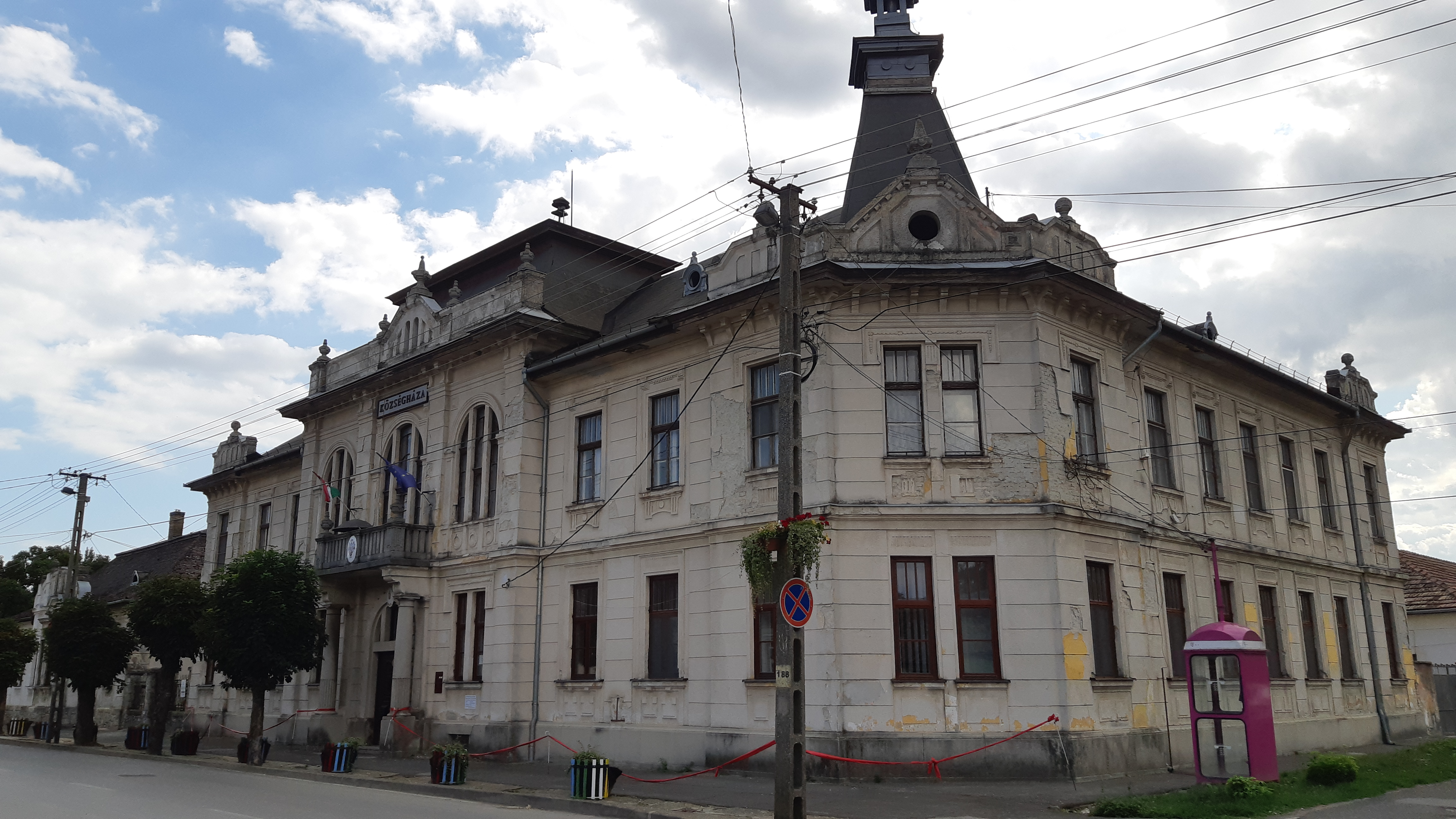
A községháza épülete
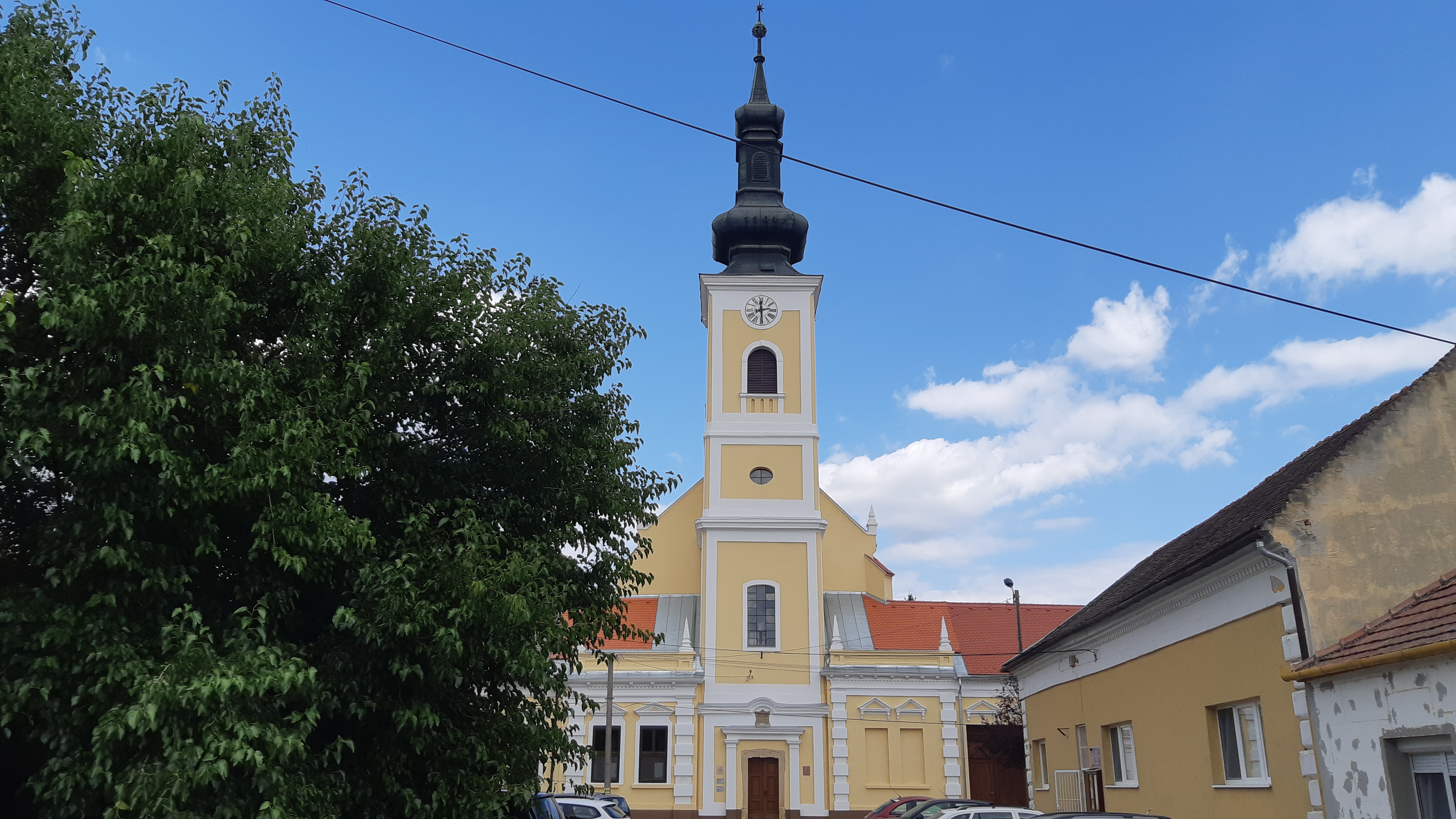
A műemlék református templom
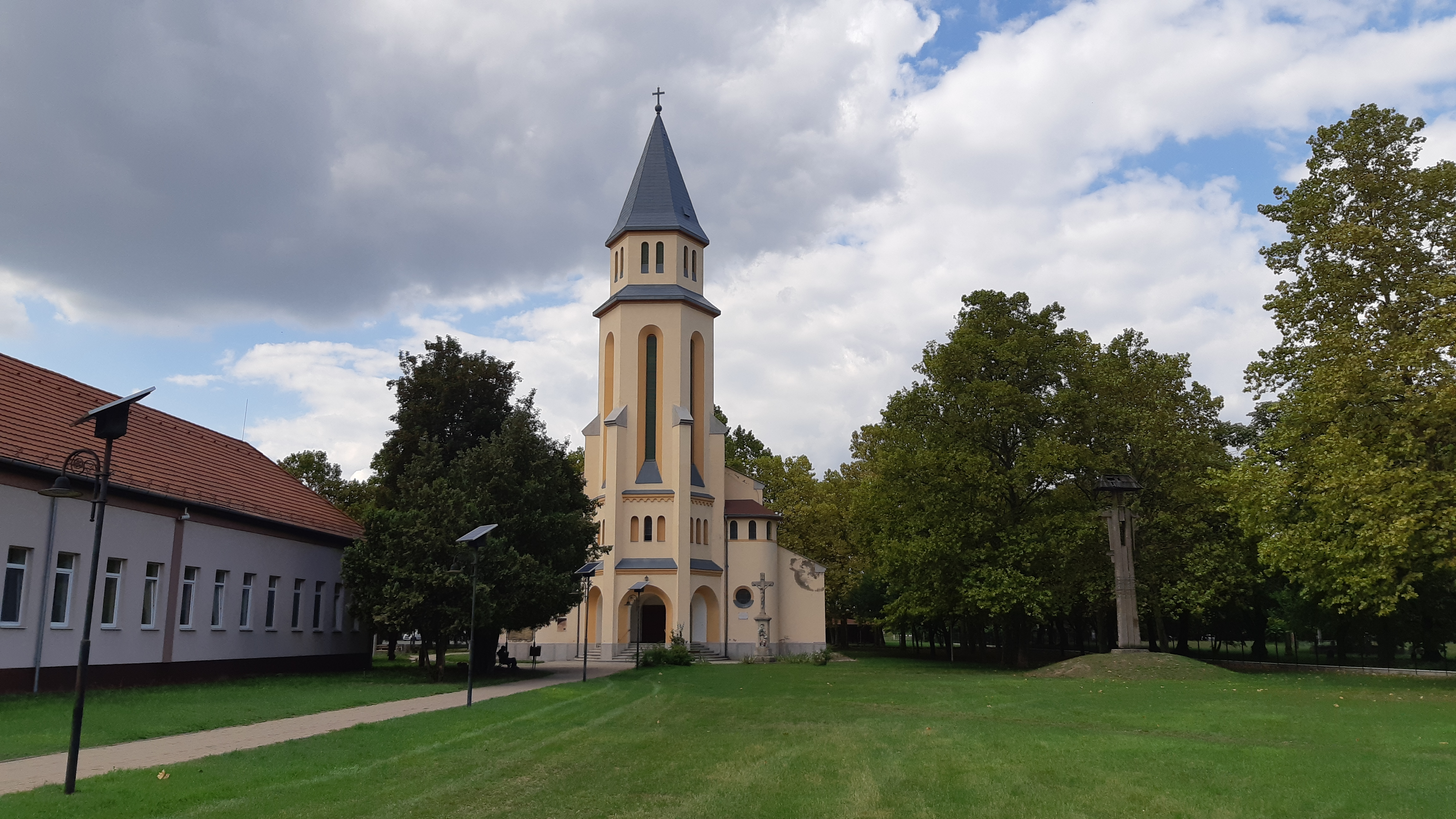
A Krisztus király templom
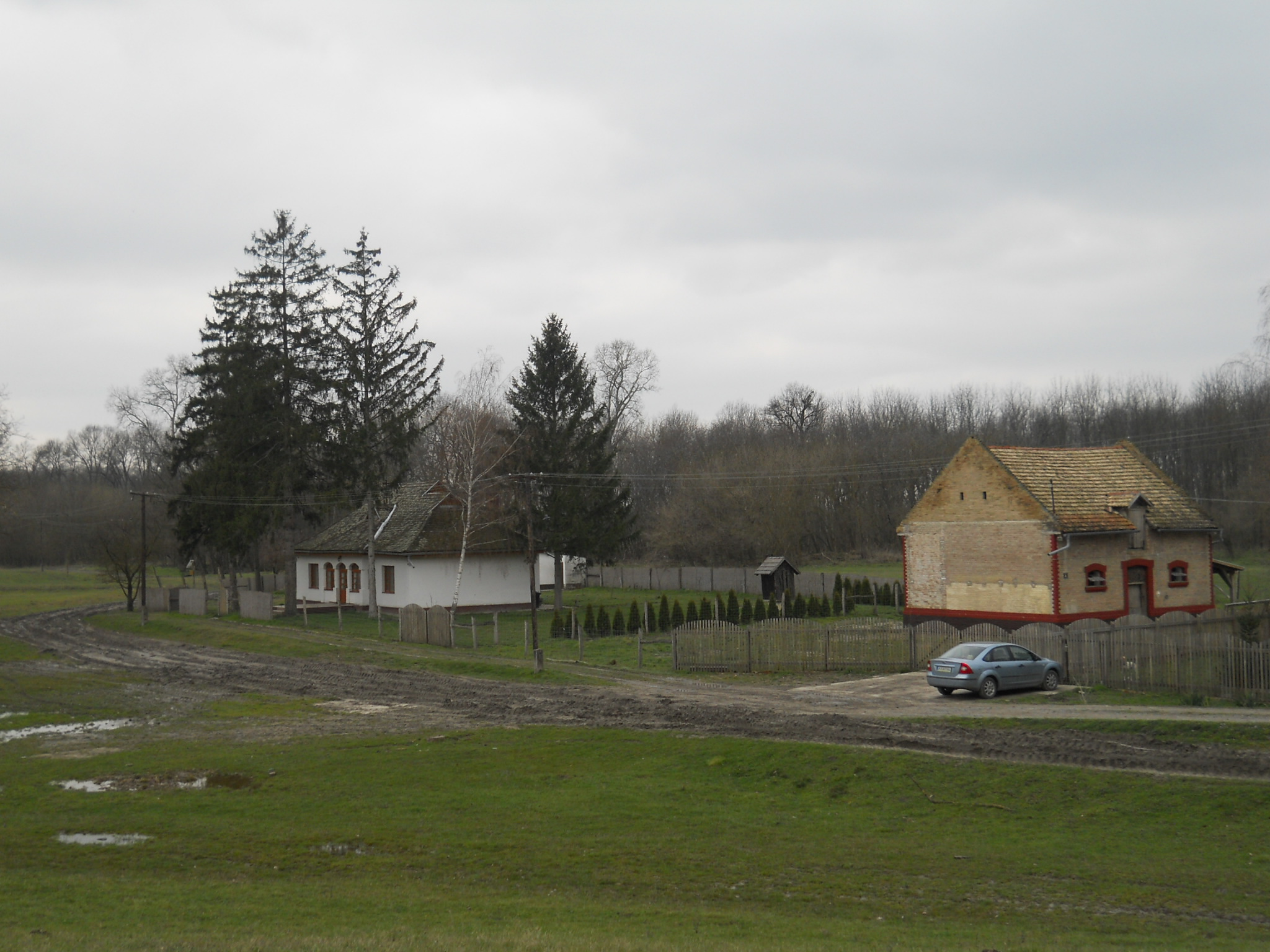
Szomfova, az egykori Asszonyfalva helyén álló vadászház
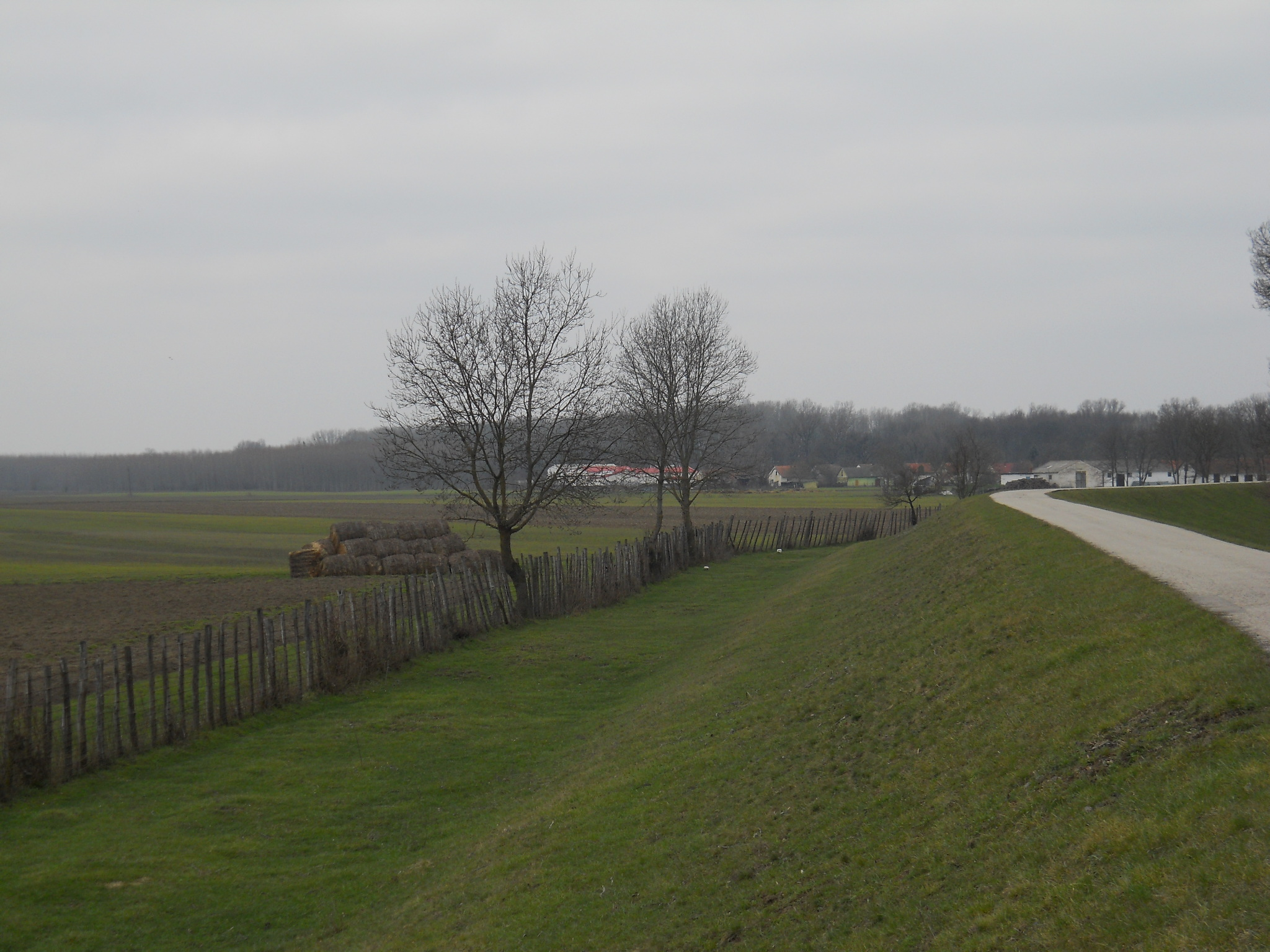
A település határában húzódó Duna-gát